# Pavel Chrastina
Pavel Chrastina (25. dubna 1940 Praha – 28. prosince 2021) byl český rockový muzikant, básník a filmař, známý zejména jako člen a dvorní textař kapely Olympic v 60. letech.
Jako student elektrotechnické fakulty založil roku 1958 na zámku v Poděbradech skupinu Samuel's Band, spolu se spolužákem Petrem Kaplanem a Jiřím Doležalem (bicí). Později působil v hudebním seskupení Karkulka (KARlínský KULturní KAbaret), Big Beat Quintet, s Pavlem Sedláčkem v EP Hi-fi, a zejména od roku 1963 ve skupině Olympic, kterou spoluzakládal a kde hrál na baskytaru, zpíval a byl hlavním textařem (do svého odchodu roku 1969). Ovládal též hru na klavír.

## Éra Olympicu
Pavel Chrastina zprvu takové ambice neměl, ale po příklonu skupiny Olympic k vlastní autorské tvorbě se stal dominantním textařem skupiny. S Petrem Jandou coby autorem hudby napsal slavné hity kapely ze 60. let, jako "Želva", "Dej mi víc své lásky", "Snad jsem to zavinil já", "Krásná neznámá", "Pták Rosomák", "Kamenožrout zelený", "Dědečkův duch", "Línej skaut" aj.
Jeho texty se vyznačovaly řemeslnou kvalitou, poetičností, ale také svébytným, často až absurdním humorem (např. Pták Rosomák, Želva). Ve své tvorbě se nechával inspirovat každodenním životem a dle svých slov také humorem Jana Wericha, Jiřího Voskovce nebo Zdeňka Jirotky. Na některých nahrávkách zpívá hlavní vokál ("Kamenožrout zelený", "Svatojánský happening", "Bloud král", "Nejím a nespím" aj.). Petr Janda označil jeho textařský přístup za průkopnický.
Jako člen Olympicu doprovázel mnoho jiných zpěváků na jejich prvních deskách, např. Karla Gotta ("Adresát neznámý"), Pavla Bobka ("Oh Boy!"), Yvonne Přenosilovou ("Měsíc", "Podzimní nálada"), Evu Pilarovou, Pavla Sedláčka ("Hey Paula"), Pavla Švába ("Hvězda na vrbě"), Mikiho Volka ("Fůra chyb"), Vlastu Kahovcovou ("Nebuďte kůzlata") aj. S Petrem Novákem složil skladbu "Ostrov dětských snů" pro jeho kapelu George and Beatovens.

## Pozdější kariéra
Od roku 1967 studoval filmovou a televizní dokumentární tvorbu na FAMU, což ho nakonec v březnu 1969 vedlo, spolu s osobními důvody, k odchodu z Olympicu. Tím zanechal profesionální hudební kariéry a zaměřil se na filmovou a televizní tvorbu (zprvu asistent režie, později režie). FAMU absolvoval roku 1974 a nastoupil ve společnosti Krátký film Praha.
Roku 1980 emigroval do Austrálie, kde se dále věnoval filmové profesi jako producent, scenárista a kameraman animovaného filmu. Od roku 1990 žil ve Spojených státech, v roce 1993 se trvale vrátil do Čech.
Ačkoliv se stále držel filmové tvorby (a žurnalistiky), příležitostně hostoval na koncertech skupiny Olympic a psal pro ně i nové texty ("Jednou", "Máš to těžký", "Nech si o tom zdát", "Člověk jeskynní" ad.). Jako stálý člen působil v nové sestavě skupiny Mefisto. V roce 1995 vydal autobiografickou knihu nazvanou "Olympic – Chvíli po ránu a zase znovu spolu" (s ilustracemi bubeníka Jana Antonína Pacáka).

## Úmrtí
Pavel Chrastina zemřel 28. prosince 2021 ve věku 81 let. V oficiální zprávě nebyla příčina smrti uvedena. Dle deníku Blesk se jeho zdravotní stav zhoršil po zlomenině ruky, přičemž samotnou příčinou úmrtí byl zápal plic.